# 霍法姆特普里尔
霍法姆特普里尔是奥地利下奥地利州梅尔克县的一个市镇。总面积39.63平方公里，总人口1696人，人口密度42.8人/平方公里（2012年）。